# Michał Rembacz
Michał Rembacz (ur. 22 września 1854 we Lwowie, zm. 2 stycznia 1931 w Warszawie) – polski nauczyciel, pedagog, inspektor szkolny.

## Życiorys
Urodził się 22 września 1854 we Lwowie. W 1872 zdał egzamin dojrzałości w Gimnazjum Polskim (bernardyńskim) we Lwowie (absolwentami zostali wówczas także Bronisław Majewski, Józef Wiktor). W 1875 ukończył Szkołę Politechniczną we Lwowie uzyskując tytuł inżyniera. Podjął pracę nauczyciela od 17 października 1876. Egzamin zawodowy złożył 15 lipca 1876 z geometrii wykreślnej i matematyki. Został mianowany nauczycielem rzeczywistym 23 sierpnia 1877. Jako nauczyciel pracował w Krakowie, Jarosławiu i Stanisławowie. 14 września 1896 został mianowany na stanowisko dyrektora Państwowej Szkoły Realnej w Tarnopolu. 1 stycznia 1903 otrzymał VI rangę w zawodzie. Od 1907 do 6 stycznia 1914 był dyrektorem C. K. I Wyższej Szkoły Realnej we Lwowie. Od 1914 przeszedł do służby w Radzie Szkolnej Krajowej obejmując stanowisko krajowego inspektora szkół realnych w C. K. Radzie Szkolnej Krajowej. Po odzyskaniu przez Polskę niepodległości w okresie II Rzeczypospolitej pracował w Kuratorium Okręgu Szkolnego Lwowskiego jako wizytator szkół realnych w Małopolsce. Został przeniesiony w stan spoczynku w 1924. Pomimo dwukrotnej propozycji objęcia Katedry Geometrii Wykreślnej na Politechnice Lwowskiej nie przyjął tej oferty, poświęcając się na pracy oświatowej młodzieży. Publikował prace naukowe o Apoloniuszowych zagadnieniach styczności, biegunowych przekształceniach krzywych drugiego stopnia w koło, historii rozwoju geometrii wykreślnej, opracował podręcznik perspektywy linijnej, którego współautorem był Łazarski.
Był przewodniczącym dyrekcji Kasy Oszczędności w Stanisławowie. Otrzymał tytuł c. k. radcy rządu.
Zmarł 28 grudnia 1930 lub 2 stycznia 1931 w Warszawie. Został pochowany na Cmentarzu Łyczakowskim we Lwowie. Był żonaty z Michaliną z domu Jaremowicz (1855-1923).

## Publikacje
- O biegunowem krzywych 2 rzędu na koła i o zastósowaniu tego przekształcenia do rozwiązywania niektórych zagadnień odnoszących się do owych krzywych (1884, Stanisławów)[13]
- Nowy sposób wykreślenia kąta nachylenia dwu płaszczyzn w rzutach prostokątnych (1887, Stanisławów)[13]

## Odznaczenia
austro-węgierskie
- Krzyż Kawalerski Orderu Franciszka Józefa (1902)[1][14].
- Brązowy Medal Jubileuszowy Pamiątkowy dla Sił Zbrojnych i Żandarmerii[9].
- Medal Jubileuszowy Pamiątkowy dla Cywilnych Funkcjonariuszów Państwowych[9].
- Krzyż Jubileuszowy dla Cywilnych Funkcjonariuszów Państwowych[9].